# Loeb Classical Library
 (octobre 2021).
Si vous disposez d'ouvrages ou d'articles de référence ou si vous connaissez des sites web de qualité traitant du thème abordé ici, merci de compléter l'article en donnant les références utiles à sa vérifiabilité et en les liant à la section « Notes et références ».

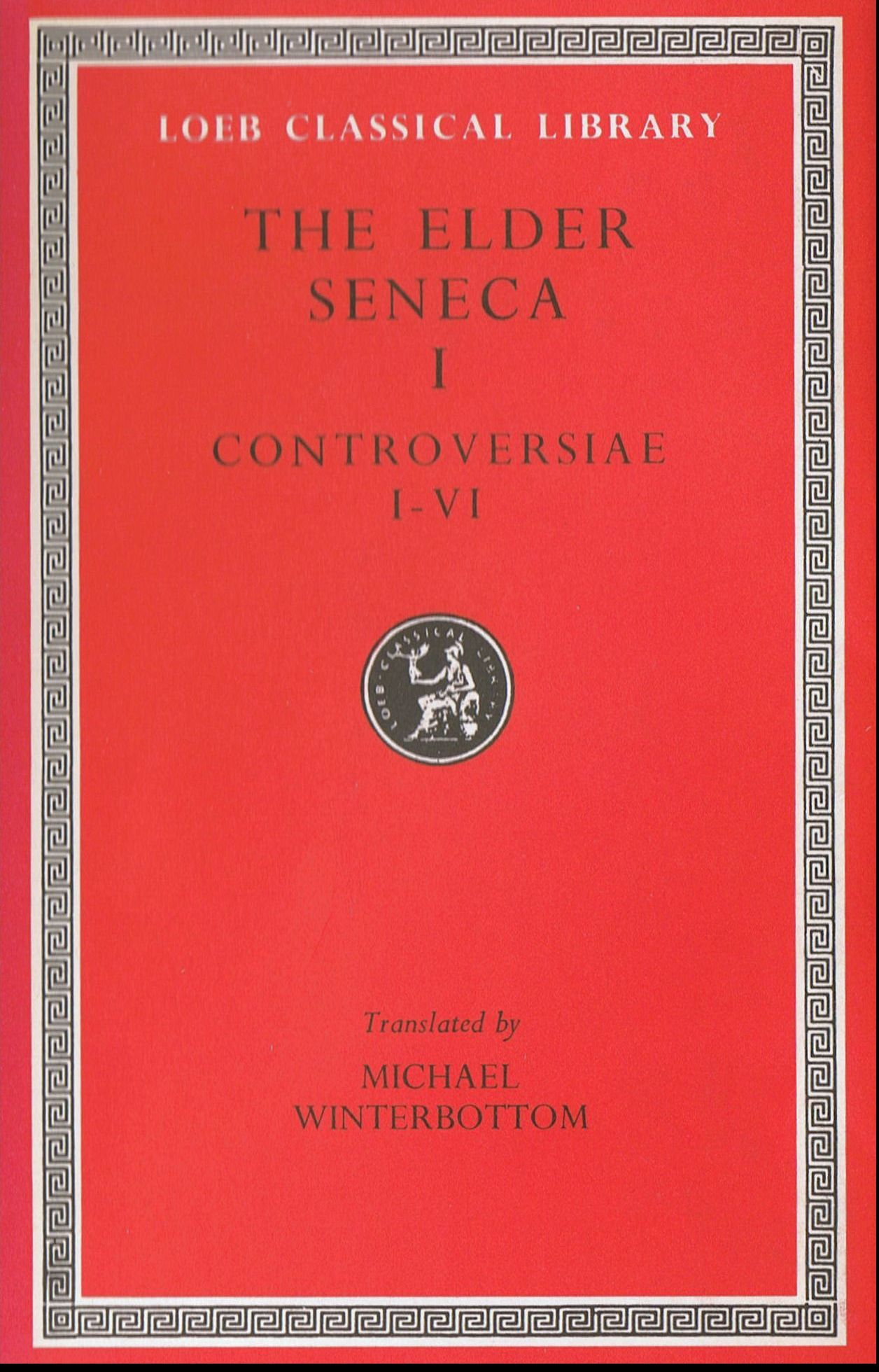
Un volume de la série latine : les Controverses de Sénèque l'Ancien.

La collection de classiques grecs et latins intitulée Loeb Classical Library a été fondée en 1911 par le banquier américain James Loeb (1867-1933) et les éditions Heinemann. Le propos de cette entreprise était de mettre à disposition du public anglophone une édition bilingue (grec-anglais ou latin-anglais) tant par le format réduit des ouvrages, que par un prix modique : jusque-là, les classiques étaient en effet publiés, à de rares exceptions près, soit en anglais en coûteuse édition in-quarto, soit uniquement dans la langue d'origine (éditions scolaires). 

## Histoire de la collection
Malgré une importante mise de fonds initiale, Loeb eut quelque peine à convaincre un éditeur de l'accompagner dans son projet éditorial jusqu'à ce qu'en 1911 William Heinemann accepte. Ancien étudiant en lettres classiques à l'université Harvard, Loeb put, grâce à ses relations, former un comité scientifique composé de T. E. Page, W. H. D. Rouse, et Edward Capps. En outre, l'université Harvard accepta de parrainer la collection. Dès la première année, une vingtaine de volumes furent publiés : imprimés en Angleterre par les éditions McMillan (qui avaient refusé initialement de s'investir dans le projet), les livres furent ensuite imprimés simultanément des deux côtés de l'Atlantique.
À la mort de Loeb (1933), alors que la collection comptait déjà plus de 300 volumes, le fondateur légua 300 000 $ pour poursuivre l'entreprise. Ce legs, géré par une association de l'université Harvard, The Loeb Classical Library Foundation, continue aujourd'hui de subventionner la recherche philologique, veille à la mise à jour du catalogue. L'université confia en 1933 à Harvard University Press le monopole de la distribution aux États-Unis, et à Heinemann la distribution en Europe. 
La collection connut ses premières difficultés financières lors de la Seconde Guerre mondiale du fait de la guerre sous-marine à outrance et des restrictions en matières premières aux États-Unis. Après la guerre, la baisse des ventes, le départ à la retraite ou la disparition des membres du comité éditorial initial ralentirent très fortement la publication de nouveaux titres.
En 1973, le nouveau directeur commercial d'Harvard University Press décida de revoir complètement le catalogue, la présentation des volumes et la politique de distribution, ce qui sauva la collection. Une nouvelle menace devait peser sur le projet lorsqu'à la fin de l'année 1988, les éditions Heinemann décidèrent de se retirer pour se consacrer exclusivement à l'édition de livres de « management ». 
Depuis 1989, l'édition est entièrement portée par Harvard University Press. Un nouveau comité éditorial de vingt membres composés d'universitaires a été formé, et de nouvelles priorités ont été fixées pour la mise à jour de la collection :
- édition de quelques nouveaux auteurs
- ré-écriture complète de traductions de la première moitié du XXe siècle, pour suivre l'évolution de la langue anglaise (par exemple le théâtre d'Euripide)
- révision partielle du texte et de la traduction.

De nouvelles polices de caractères (notamment pour le texte grec) sont également utilisées.

## La collection aujourd'hui
Loeb's classical library a publié son 500e titre en 2006. C'est l'une des collections bilingues les moins chères (Italie mise à part), et elle n'a pas de concurrent en langue anglaise. Toutefois, la version anglaise du texte de la plupart des volumes reste datée, d'autant plus que les auteurs se sont crus obligés, jusqu'à une date très récente, de traduire les Anciens dans un anglais archaïque qui peut, aujourd'hui, prêter à sourire. D'autre part, les passages obscènes étaient fréquemment censurés par divers procédés.